# Vallesia laciniata
Vallesia laciniata là một loài thực vật có hoa trong họ La bố ma. Loài này được Brandegee miêu tả khoa học đầu tiên năm 1889.